# Kristliga Unionen-RSP
Kristliga Unionen-RSP var en valallians mellan två små värdekonservativa nederländska partier med ideologisk och väljarmässig bas inom den reformerta kyrkan. Kristliga Unionen-RSP bildades 2001 som arvtagare till den tidigare alliansen RPF-GPV-SGP, som i sin tur existerat sedan Europaparlamentsvalet 1984.
I valet till Europaparlamentet gick man ut med en gemensam valsedel, under partibeteckningen Kristliga Unionen-RSP. Valalliansen hade två Europaparlamentariker: Johannes Blokland från Kristliga Unionen och Bastiaan Belder från Reformerta samhällspartiet.
Mellan 2001 och 2009 utgjorde Kristliga Unionen-RSP en gemensam partigrupp inom Gruppen Oberoende/Demokrati (IND/DEM). Men efter Europaparlamentsvalet 2009 upplöstes detta samarbete eftersom de båda partierna valde att ansluta sig till olika partigrupper i parlamentet.